# Heterophasia capistrata
Heterophasia capistrata е вид птица от семейство Leiothrichidae.

## Разпространение
Видът е разпространен в Бутан, Индия, Китай, Непал и Пакистан.